# Svizzera ai Giochi della IX Olimpiade
La Svizzera partecipò ai Giochi della IX Olimpiade, svoltisi ad Amsterdam, Paesi Bassi, dal 28 luglio al 12 agosto 1928, con una delegazione di 133 atleti impegnati in quindici discipline.

## Medagliere

### Per discipline
| Sport        | Oro | Argento | Bronzo | Totale |
| ------------ | --- | ------- | ------ | ------ |
| Ginnastica   | 5   | 2       | 2      | 9      |
| Lotta libera | 1   | 1       | 1      | 3      |
| Canottaggio  | 1   | 1       | 0      | 2      |
| Equitazione  | 0   | 0       | 1      | 1      |
| Totale       | 7   | 4       | 4      | 15     |

### Medaglie
| Medaglia | Atleta | Sport        | Evento                        |
| -------- | --- | ------------ | ----------------------------- |
| Oro      | Hans Schöchlin Karl Schöchlin Hans Bourquin                                                                     | Canottaggio  | Due con maschile              |
| Oro      | Georges Miez Hermann Hänggi Eugen Mack Melchior Wezel Edi Steinemann August Güttinger Hans Grieder Otto Pfister | Ginnastica   | Concorso a squadre maschile   |
| Oro      | Georges Miez | Ginnastica   | Concorso individuale maschile |
| Oro      | Eugen Mack | Ginnastica   | Volteggio maschile            |
| Oro      | Georges Miez | Ginnastica   | Sbarra                        |
| Oro      | Hermann Hänggi                                                                                                  | Ginnastica   | Cavallo con maniglie          |
| Oro      | Ernst Kyburz | Lotta libera | Pesi medi                     |
| Argento  | Ernst Haas Joseph Meyer Otto Bucher Karl Schwegler Fritz Bösch                                                  | Canottaggio  | Quattro con maschile          |
| Argento  | Hermann Hänggi                                                                                                  | Ginnastica   | Concorso individuale maschile |
| Argento  | Georges Miez | Ginnastica   | Cavallo con maniglie          |
| Argento  | Arnold Bögli | Lotta libera | Pesi medio-massimi            |
| Bronzo   | Charles-Gustave Kuhn                                                                                            | Equitazione  | Salto ostacoli individuale    |
| Bronzo   | Hermann Hänggi                                                                                                  | Ginnastica   | Parallele simmetriche         |
| Bronzo   | Eugen Mack | Ginnastica   | Sbarra                        |
| Bronzo   | Hans Minder | Lotta libera | Pesi piuma                    |

## Risultati

### Calcio
| Atleta | Classifica |                     |
| --- | --- | ------------------- |
| V · D · M Nazionale svizzera · Calcio ai Giochi Olimpici Estivi 1928 P Grüneisen · P Séchehaye · D Ramseyer · D Weiler · D De Weck · D Facchinetti · D Pichler · D Baltensberger · C Fässler · C de Lavallaz · C Flubacher · C Dietrich · A Abegglen · A Bailly · A Jäggi · A Passello · A Tschirren · CT : Duckworth | 9° |                     |
| Nazionale svizzera · Calcio ai Giochi Olimpici Estivi 1928 | |                     |
| P Grüneisen · P Séchehaye · D Ramseyer · D Weiler · D De Weck · D Facchinetti · D Pichler · D Baltensberger · C Fässler · C de Lavallaz · C Flubacher · C Dietrich · A Abegglen · A Bailly · A Jäggi · A Passello · A Tschirren · CT: Duckworth                                                                       | P Grüneisen · P Séchehaye · D Ramseyer · D Weiler · D De Weck · D Facchinetti · D Pichler · D Baltensberger · C Fässler · C de Lavallaz · C Flubacher · C Dietrich · A Abegglen · A Bailly · A Jäggi · A Passello · A Tschirren · CT: Duckworth | Svizzera (bandiera) |

### Pallanuoto
| Atleta | Classifica |                     |
| --- | --- | ------------------- |
| V · D · M Nazionale maschile svizzera di pallanuoto · Giochi olimpici - Amsterdam 1928 Brochon · Hürlimann · Hüttenmoser · Mermoud · Moret · Schmalz · Wyss · Boppart · E. Ruchti · E. Tschümperly · CT : - | 9° |                     |
| Nazionale maschile svizzera di pallanuoto · Giochi olimpici - Amsterdam 1928 | |                     |
| Brochon · Hürlimann · Hüttenmoser · Mermoud · Moret · Schmalz · Wyss · Boppart · E. Ruchti · E. Tschümperly · CT: -                                                                                         | Brochon · Hürlimann · Hüttenmoser · Mermoud · Moret · Schmalz · Wyss · Boppart · E. Ruchti · E. Tschümperly · CT: - | Svizzera (bandiera) |